# Ivan Thys
Pour les articles homonymes, voir Thys.
Ivan Thys, né le 29 avril 1897 à Anvers en Belgique et mort le 15 février 1982 dans la même ville, est un footballeur international belge qui joue eu poste d'attaquant. Il évolue tout au long de sa carrière au Beerschot VAC avec lequel il remporte cinq fois le championnat de Belgique, entre-deux-guerres.
Il est en équipe de Belgique 20 fois et marque 7 buts pour les Diables Rouges.
Ivan Thys est le père de Guy Thys.

## Palmarès
- International de 1921 à 1926 (20 sélections et 7 buts marqués)
- Présélectionné aux Jeux Olympiques en 1924 (n'a pas joué)
- Champion de Belgique en 1922, 1924, 1925, 1926 et 1928 avec le Beerschot VAC
- Meilleur buteur du Championnat de Belgique en 1921 (23 buts) et 1922 (21 buts)